# Служу Советскому Союзу! (фильм, 2012)
«Служу Советскому Союзу!» — российский телефильм 2012 года, снятый режиссёром Александром Устюговым по роману Леонида Менакера «Обед с дьяволом».

## Сюжет
В центре сюжета картины — действия советских заключённых и руководителей исправительно-трудового лагеря при столкновении с немцами в июле 1941 года. При появлении в окрестностях лагеря немецкого десанта начальник лагеря, опасаясь неравного боя, отдаёт приказ подчинённым скрытно покинуть его территорию. Утром заключённые, поставленные перед выбором, принимают решение дать отпор. Немцы входят в лагерь, в котором вывешены белые флаги, не подозревая, что зэки вскрыли арсенал. В ходе скоротечного боя немцы уничтожены, но что делать дальше? Из найденных документов становится ясно, что задача десанта — захватить бухту и подготовить плацдарм для борьбы с конвоями союзников, готовящих поставки по ленд-лизу. Объединённые силы «урок» и «политических» выдвигаются в бухту и уничтожают остатки немецкого десанта, о чём докладывают по телефону начальнику управления Мурманского НКВД. Тот объявляет благодарность, однако утром в лагерь входят части НКВД и уничтожают всех.
За «проявленную при уничтожении немцев смелость» начальник лагеря ОЛП-19 старший лейтенант Маливанов представлен к ордену…

## В ролях
- Максим Аверин — Михаил Донцов
- Нонна Гришаева — Таисия Мещерская
- Юрий Ицков — «Одесса», пахан
- Кирилл Жандаров — Маливанов, начальник лагеря
- Рудольф Кульд — Сильванский
- Виталий Тимашков — Юрочка
- Олег Гаркуша — Чуб
- Дмитрий Поднозов — Хабалов
- Геннадий Смирнов — Тиманов
- Сергей Уманов — шестёрка
- Олег Алмазов — Кульков
- Алексей Зверев — Берия
- Сергей Перегудов — заключённый

## Соответствие исторической реальности
Фильм не основан на исторических фактах. Как отметил заведующий кафедрой новейшей истории России СПбГУ, доктор исторических наук, профессор Михаил Ходяков, «в этом произведении слишком много художественного вымысла… я не слышал, чтобы в истории Великой Отечественной войны были случаи, когда заключённые самостоятельно организовывали отряды для борьбы с гитлеровцами и тем более защищали с оружием свой лагерь».
Коммунистическая партия Российской Федерации охарактеризовала фильм как антисоветский, псевдоисторический пасквиль.

## Скандал
Фильм стал объектом крупного скандала в Интернете и средствах массовой информации: выход картины был запланирован на 22 июня, к годовщине начала Великой Отечественной войны, но стал доступен для просмотра в интернете ещё до телепремьеры.
14 июня 2012 года вопрос был вынесен на рассмотрение Общественной палаты.
18 июня 2012 года министр культуры РФ Владимир Мединский направил генеральному директору телеканала НТВ Владимиру Кулистикову открытое письмо с призывом отказаться от показа фильма.
19 июня 2012 года Министерство культуры Российской Федерации опубликовало тексты обращений граждан с призывами не допустить демонстрации фильма. Обратившиеся выразили недовольство тем, что в картине акцентируется ненависть к советской власти, а не подвиг народа. В этот же день Владимир Мединский выступил с осуждением телеканала НТВ за показ фильма «Служу Советскому Союзу» в интервью средствам массовой информации; он сообщил, что на его личную почту пришло более чем 2000 писем с требованием «снять фильм с показа по телевидению». Вице-спикер Совета Федерации Александр Торшин также призвал НТВ воздержаться от трансляции фильма.
В ответ киноактёр Максим Аверин, исполнивший в фильме главную роль, выступил с заявлением, что он «удивлён негативной реакцией министра культуры на эту картину». Аверин заявил, что, по его мнению, скандал вокруг фильма — это «преждевременная агония».
В своём блоге на канале известный блогер Евгений Баженов в обзоре с действующим названием фильма подверг последний резкой критике как в историческом плане (несоответствие реальности побега из лагеря сотрудников НКВД и защите уголовниками его от немцев), так и в логическом нарушении сюжетных линий, наличии в них «сюжетных дыр» (осуждение за малейшие провинности видных деятелей и артистов СССР в лице главных героев фильма и, в контраст с ними, яркое нарушение воинского устава на примере сбежавших НКВДшнков, которые не боятся наказания). Он также выразил удивление тому, как фильм был поддержан такими актёрами, как Нонна Гришаева и Максим Аверин, и охарактеризовал фильм как пасквильный, очерняющий советское прошлое и героизирующий и возвеличивающий уголовников, чью деятельность в своём кинематографе привык охватывать режиссёр картины Устюгов.
Телеканал НТВ отказался комментировать письмо Владимира Мединского о фильме «Служу Советскому Союзу».
Несмотря на это, фильм был оставлен в программе канала.